# AFTR:HRS
AFTR:HRS (pronunciado en inglés como «after hours») es un sello discográfico fundado por el DJ y productor discográfico neerlandés Tiësto, en el abril de 2016. La etiqueta se centra principalmente en deep house. El primer lanzamiento del sello fue Nungwi del BLR, que alcanzó el número nueve en el Beatport Deep House Top 100.

## Lanzamientos

### Sencillos

#### 2017
- Niklas Ibach feat. Dan Reeder - The Blues
- One Day Hero - Momentuum (Moguai Remix)
- Loud Luxury & Ryan Shepherd - Something To Say
- Vintage Culture, Selva & Lazy Bear - Why Don't U Love
- Baggi feat. Sylvia Tosun - Time Painter (Vocal Mix)
- eSquire feat. Leanne Brown - Blackwater (eSquire Late Night Mix)
- David Tort, Markem & Yas Cepeda feat. Ella Loponte - Strangers
- Loud Luxury feat. Nikki's Wives - Show Me
- Snavs & Reaubeau - Dreams (Tiësto's AFTR:HRS Remix)
- Leandro Da Silva & Prelude feat. C-Fast - We Do It

#### 2016
- BLR - Nungwi
- Florian Paetzold - Easy
- Jolique feat. Daddy's Girl - Negin
- Florian Paetzold - Love Will Never Do
- Sultan + Shepard feat. Quilla - Walls (Deeper Shades Mix)
- Cookie Crumbles - Where Are You Now

### Compilaciones

#### 2016
- AFTR:HRS Volume 1 Mixed by Tiësto (2016) (mezclado por Tiësto)